# Mordellistena dieckmanni
Mordellistena dieckmanni es una especie de coleóptero de la familia Mordellidae.

## Distribución geográfica
Habita en Alemania, Austria y Suiza.